# Babylon (przystanek kolejowy)
Babylon – przystanek kolejowy w Babylonie, w kraju pilzneńskim, w Czechach. Położony jest na wysokości 490 m n.p.m. Znajduje się we wschodniej części miejscowości.
Na przystanku nie ma możliwości kupienie biletu, a obsługa podróżnych odbywa się w pociągu. 

## Linie kolejowe
- Linia kolejowa Plzeň – Furth im Wald